# ზ
ზ（グルジア語: ზენი、/zɛnɪ/）は、現行のグルジア文字の7番目の文字である。

## 使用
ジョージア語では有声歯茎歯擦音[z]を表す。記数法では数値7を表す。
ジョージア国内のラズ語でも使用されている。トルコ国内で使用されているラズ語ラテン・アルファベットの「Z」に対応する。アブハズ語（1937年から1954年まで）およびオセット語（1938年から1954年まで） のグルジア文字表記法でも使用されていたが、現在はキリル文字が主に使われ、「З」と記される。
ジョージア語のラテン文字化では「Z」と記す。グルジア語の点字では記号⠵（U + 2835）となる。

## 字形
| アソムタヴルリ | ヌスフリ | ムヘドルリ | ムタヴルリ |
| -------------- | -------- | ---------- | ---------- |
|                |          |            |            |

## 符号位置
| 文字 | Unicode | JIS X 0213 | 文字参照          | 備考           |
| ---- | ------- | ---------- | ----------------- | -------------- |
| Ⴆ    | U+10A6  | -          | &#x10A6; &#4262;  | アソムタヴルリ |
| ⴆ    | U+2D06  | -          | &#x2D06; &#11526; | ヌスフリ       |
| Ზ    | U+1C96  | -          | &#x1C96; &#7318;  | ムタヴルリ     |
| ზ    | U+10D6  | -          | &#x10D6; &#4310;  | ムヘドルリ     |